# Jess (album)
Jess è il terzo album in studio della cantautrice inglese Jess Glynne. È stato pubblicato il 26 aprile 2024 dalla EMI Records, segnando il primo album di Glynne con la compagnia da quando ha lasciato l'etichetta discografica a lungo termine Atlantic Records.

## Antefatti
Dopo l'uscita e la promozione del suo secondo album, Always in Between del 2018 Glynne si è presa una pausa dalla musica. A seguito di un disaccordo con la sua etichetta discografica sulla direzione futura della sua musica, Glynne si è separata dalla Atlantic Records nel gennaio 2022. 

## Tracce
1. Intro – 1:17
2. Silly Me – 3:20
3. Easy – 3:07
4. Say No – 3:15
5. Enough – 3:01
6. Friend Of Mine – 3:14
7. Lying – 4:12
8. Save Your Tears – 2:55
9. What Do You Do? – 3:10
10. Say It Isn't True – 3:25
11. Chair – 2:44
12. Do You Know About Love? – 3:20
13. We Had Something – 2:49
14. Love Me – 2:53
15. Promise Me – 3:32

## Classifiche
| Classifica (2024) | Posizione massima |
| ----------------- | ----------------- |
| Regno Unito       | 6                 |